# Bletsoe
Bletsoe – wieś w Anglii, w hrabstwie ceremonialnym Bedfordshire, w dystrykcie (unitary authority) Bedford. Leży 10 km na północ od centrum miasta Bedford i 83 km na północ od centrum Londynu. Populacja: 281.